# Công sứ quán
Công sứ quán (legation) là thuật từ được dùng trong ngoại giao để chỉ văn phòng đại diện ngoại giao bậc thấp hơn một đại sứ quán. Sự phân biệt giữa một công sứ quán và đại sứ quán bị bỏ đi theo sau Chiến tranh thế giới thứ hai khi tất cả các văn phòng đại diện ngoại giao hiện tại được ấn định là đại sứ quán hay cao uỷ.
Sứ mệnh ngoại giao thường trực của công sứ quán được một công sứ lãnh đạo.